# 7094 Godaisan
7094 Godaisan (1992 RJ) là một tiểu hành tinh vành đai chính được phát hiện ngày 4 tháng 9 năm 1992 bởi T. Seki ở Geisei.
Nó được đặt theo tên Mount Godaisan, một ngọn núi nhỏ Nhật Bản thuộc Kochi